# Stadio Ennio Tardini
Stadio Ennio Tardini, denumit în mod obișnuit doar Il Tardini, este un stadion de fotbal din Parma, Italia, situat între centrul orașului și zidurile orașului. Este locul unde joacă meciurile de pe teren propriu echipa Parma Calcio 1913. Stadionul a fost construit în 1923 și a fost numit după unul dintre foștii președinți ai Parmei, Ennio Tardini. Stadionul este cel de-al nouăsprezecelea cel mai mare stadion de fotbal din Italia și al doilea ca mărime din Emilia-Romagna, cu o capacitate de 22.352 de spectatori. Stadionul este al șaselea cel mai vechi teren de fotbal italian încă în folosință.
Terenul a suferit o extindere semnificativă pe vremea când echipa era deținută de Parmalat în anii 1990, deoarece capacitatea locului a fost crescută de la aproximativ 13.500 la 29.050. În 2006, capacitatea a fost redusă la 27.906, deși doar 21.473 sunt autorizate să fie utilizate la evenimente și chiar și aceste locuri sunt foarte rar vândute toate. Extinderea a permis ca un număr de meciuri ale Italiei să fie disputate aici.